# Konspirační teorie o smrti Elvise Preslyeho

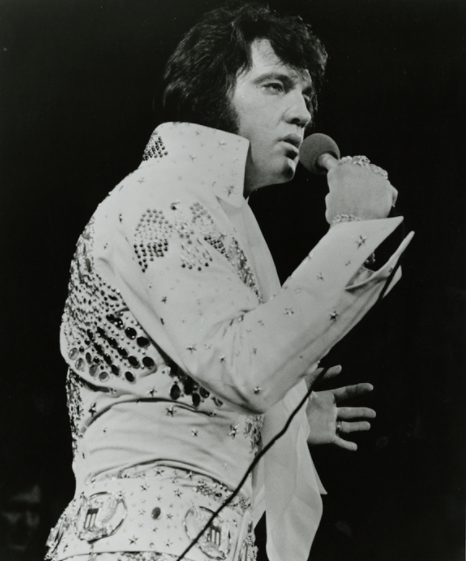
Elvis Presley v roce 1973

Po smrti amerického zpěváka Elvise Presleyho v roce 1977 bylo nahlášeno několik vidění v té době již mrtvého zpěváka. Konspirační teorii, že Elvis nezemřel a místo toho se skrýval, zpopularizovala spisovatelka Gail Brewer-Giorgiová a další autoři.

## Pozadí
V úterý 16. srpna 1977 byl Presley svou snoubenkou Ginger Aldenovou nalezen mrtev na podlaze záchoda v jeho domě zvaném Graceland v Memphisu. Bylo vysloveno podezření na předávkování drogami, oficiální verze však uvádí, že příčinou smrti byl srdeční infarkt. Pohřben byl na pozemku svého sídla Graceland.

## Konspirační teorie
Konspirační teorie se zabývají tím, že zpěvák nezemřel a pouze svou smrt fingoval. Důvodem měla být touha po klidném životě bez slávy či útěk, protože byl zapleten do mafiánského případu vyšetřovaného FBI. Aby veřejnost všemu uvěřila, měl si začít budovat image zlomeného rozvedeného umělce, jenž hledá útěchu v drogách. Pro tuto teorii uvádějí konspirátoři několik důkazů:
- V den hudebníkovy smrti měla na jeho pozemku přistát neoznačená černá helikoptéra. Konspirátoři to označují za způsob, kterým se Elvis Presley dostal z pozemku.[3]
- Jméno na Presleyho náhrobku je zkomoleno (místo Aron je tam napsáno Aaron). Konspirátoři to považují za vzkaz, že místo Presleyho je tam pohřben někdo jiný.[4]
- Pohřeb se konal již dva dny po smrti zpěváka.
- Když na veřejnost pronikla fotka mrtvého Elvise v otevřené rakvi, podle fanoušků několik věcí nesedělo.[5] Elvis měl podle všeho úplně jiné obočí a jiný tvar brady. Měl navíc mít v době své smrti silnou nadváhu a fotka zobrazuje muže vizuálně štíhlého.[3]
- Zdravotní sestra v nemocnici, kam Elvise odvezli, údajně vykřikla, že to přece není Elvis.[1]
- Rakev údajně vážila 48 kilogramů, protože prý v ní byla jen vosková figurína Elvise Presleyho[1]
- Když se v roce 1994 chystala svatba Preslyeho dcery a Michaela Jacksona, Lisa Marie před novináři řekla, že se nejprve musí zeptat otce. Později upřesnila, že hovoří s duchem svého mrtvého otce.[6]

Mezi další teorie patří i ta, že Elvis Presley po své smrti začal vystupovat jako zpěvák Orion.
Hal Lansky, syn Presleyova krejčího, prohlásil: „Nerad to říkám, ale Elvis už opravdu není mezi námi, i když jeho duch je tu samozřejmě pořád. Tenkrát jsem ho před domem viděl v rakvi a můj otec, u kterého celý život nakupoval oblečení, říkal, že tam ležel celý vystrojený. Tady není úniku, už s námi prostě není. A jestli někdo věří, že je Elvis stále naživu, tak sní o bílých Vánocích...“

## Pozorování

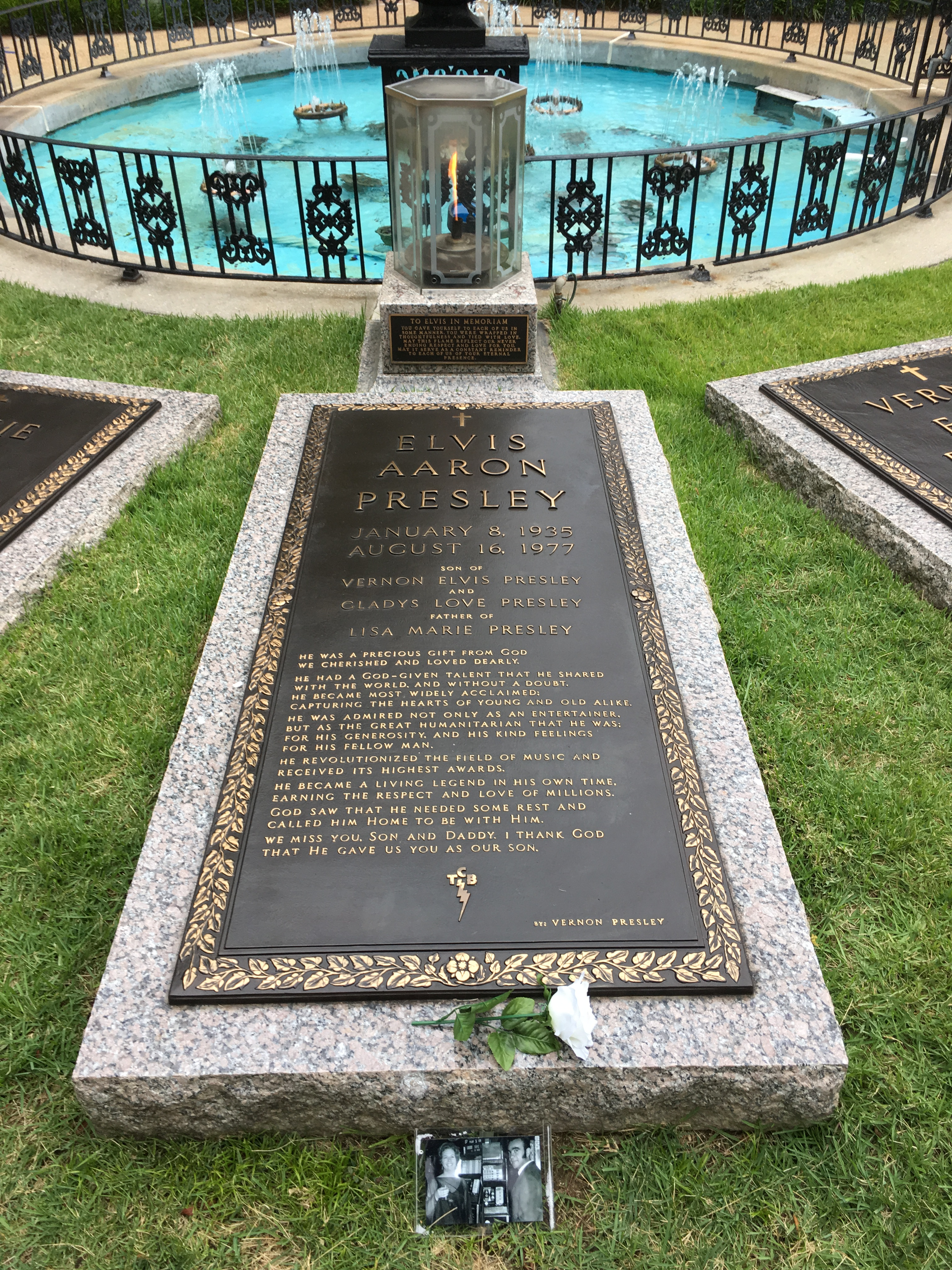
Hrob Elvise Presleyho

Nejstarší známé údajné spatření Elvise se odehrálo na mezinárodním letišti v Memphisu, kde muž podobný Elvisovi uvedl jméno Jon Burrows, což bylo stejné jméno, které Elvis používal při rezervaci hotelů. Koncem 80. let 20. století došlo k řadě údajných spatření v Kalamazoo ve státě Michigan. Takové zprávy se setkaly s posměchem veřejnosti a staly se potravou pro humoristické publikace, jako je Weekly World News. V Kalifornii se mnoho lidí domnívalo, že viděli Elvise v kalifornském zábavním parku Legoland krátce po jeho otevření v roce 1999. Později vyšlo najevo, že Elvisovi imitátoři byli najati jako atrakce k uctění Presleyho památky.
Elvis se údajně objevil v pozadí letištní scény ve filmu Sám doma z roku 1990. Tvrdilo se, že vousatý muž v roláku a sportovní bundě, který byl vidět přes levé rameno postavy Catherine O'Harové, když se hádala se zaměstnancem letecké společnosti, byl Elvis. Výzkumník paranormálních jevů Ben Radford reagoval na věřící, kteří Elvise viděli, slovy: „Proč předstírat svou smrt a pak se objevit jako komparzista v populárním filmu? Jak si mohli herci a štáb nevšimnout přítomnosti jedné z nejslavnějších postav světa? I kdyby vypadal úplně jinak, mohl snad zamaskovat svůj hlas a způsoby chování?“ Radford byl vyzván, aby našel herce, který tuto roli hrál, a dokázal, že to nebyl Elvis. Ten odpověděl, že důkazní břemeno je na tom, kdo s touto teorií přišel. V rozhovoru pro USA Today režisér Chris Columbus odpověděl: „Kdyby byl Elvis na place, věděl bych to.“
Poté, co byl Radford vyzván, aby zjistil skutečnou totožnost tohoto komparzisty, Kenny Biddle pátral a zjistil, že se jedná o Garyho Richarda Grotta, který zemřel v únoru 2016 na infarkt. Biddle vyhledal Grottova syna Romana, který vysvětlil, že jeho otec byl skutečně komparzistou ve scéně na letišti ve filmu Sám doma a že se osobně znal s režisérem Chrisem Columbusem. Díky tomu se objevil v řadě jeho filmů jako komparzista, včetně Sám doma.
Někteří se domnívají, že se Elvis zúčastnil svých vlastních 82. narozenin. Starý muž jménem Bob Joyce s ochrankou kolem sebe, celý prošedivělý, s prošedivělými vousy, slunečními brýlemi a s kšiltovkou na hlavě, byl podle konspiračních teoretiků Elvis. Podobně vypadající muž byl spatřen, jak pracuje jako správce pozemku v Gracelandu, a rovněž byl považován za Elvise.